# خوان ساباس
خوان ساباس (بالإسبانية: Juan Sabas)‏ هو مدرب كرة قدم ولاعب كرة قدم إسباني في مركز الهجوم، ولد في 13 أبريل 1967 في مدريد في إسبانيا. لعب مع أتلتيكو مدريد ورايو فايكانو وريال بيتيس وسيوداد دي مورسيا ونادي ألباسيتي ونادي إيركوليس ونادي سان سباستيان دي لوس رييس ونادي مريدا.